# Завойський Євген Костянтинович
Євге́н Костянти́нович Заво́йський (нар. 28 вересня 1907 — 9 жовтня 1976) — радянський фізик-експериментатор, лауреат Ленінської премії.

## Навчання
Народився 15 (28 вересня) 1907 року в місті Могилів-Подільський (нині Вінницька область) в сім'ї військового лікаря Костянтина Івановича Завойського, що служив молодшим лікарем 73-го піхотного Кримського полку в Могилеві-Подільському. Був третьою дитиною в сім'ї. В 1908 році родина переїхала в місто Казань, де Костянтин Іванович продовжив службу лікарем на пороховому заводі.
У 1926 році Є.Завойський закінчив дев'ять класів школи № 10 міста Казані і вступив на фізико-математичний факультет Казанського державного університету. По закінченні університету, в 1931 році, він вступив до аспірантури, де під керівництвом професора Всеволода Олександровича Ульяніна (1863—1931) та Р. А. Остроумова (лабораторія ультракоротких хвиль в Ленінграді) приступив до дослідження фізичних і хімічних дій ультракоротких хвиль на речовину. Результати дослідження лягли в основу кандидатської дисертації «Дослідження суперрегенеративного ефекту та його теорія», яка була успішно захищена у 1933 році в Казанському університеті.

## Наукова діяльність
У 1933—1947 роках Євген Завойський був завідувачем кафедри експериментальної фізики Казанського державного університету.
30 січня 1945 року у Фізичному інституті імені П. Н. Лебедєва захистив докторську дисертацію, присвячену електронному парамагнітному резонансу. У 1947—1951 роках Євген Завойський брав участь у роботах по створенню атомної бомби в КБ-11 (Арзамас-16).
В 1951—1976 роках він працював у Ігоря Курчатова в лабораторії № 2 Московської лабораторії вимірювальних приладів АН СРСР (Курчатовський інститут (ЛВПАН)).
Євген Завойський відомий як першовідкривач нового фундаментального явища — електронного парамагнітного резонансу. Досліджуючи на початку 1940-х років парамагнітну релаксацію в конденсованих середовищах з використанням методів резонансного поглинання речовиною радіохвиль з частотою 100 МГц і методу модуляції постійного магнітного поля, він спостерігав піки поглинання МВЧ-поля в безводному хлориді хрому, сульфатах марганцю і міді, в інших парамагнітних солях. У цих роботах, зокрема, була показана лінійна залежність напруженості постійного магнітного поля від частоти осцилліруючих МВЧ-поля, а також зворотна залежність парамагнітної сприйнятливості (величини ефекту) від температури.
Явище електронного парамагнітного резонансу було внесено до Державного реєстру наукових відкриттів СРСР 23 червня 1970 року як наукове відкриття № 85 з пріоритетом від 12 липня 1944 року. Ця дата і вважається офіційною датою відкриття методу електронного парамагнітного резонансу, як одного з найважливіших подій у фізиці XX століття. Відкриття методу дало поштовх утворенню та розвитку наукових центрів у багатьох країнах світу, де проводяться інтенсивні дослідження різних об'єктів.
Вважається, що Євген Завойський спостерігав сигнали ядерного магнітного резонансу у червні 1941 року, але протонний резонанс спостерігався спорадично, і результати були погано відтворювані. Друга світова війна, що розпочалась невдовзі, завадила продовженню досліджень в цьому напрямку.
Слідом за електронним парамагнітним резонансом були відкриті інші методи магнітного резонансу: ядерний магнітний резонанс, феромагнітний резонанс, антиферромагнітний резонанс, ядерний квадрупольний резонанс, магнітний акустичний резонанс, багато видів подвійних резонансів.

## Учні вченого

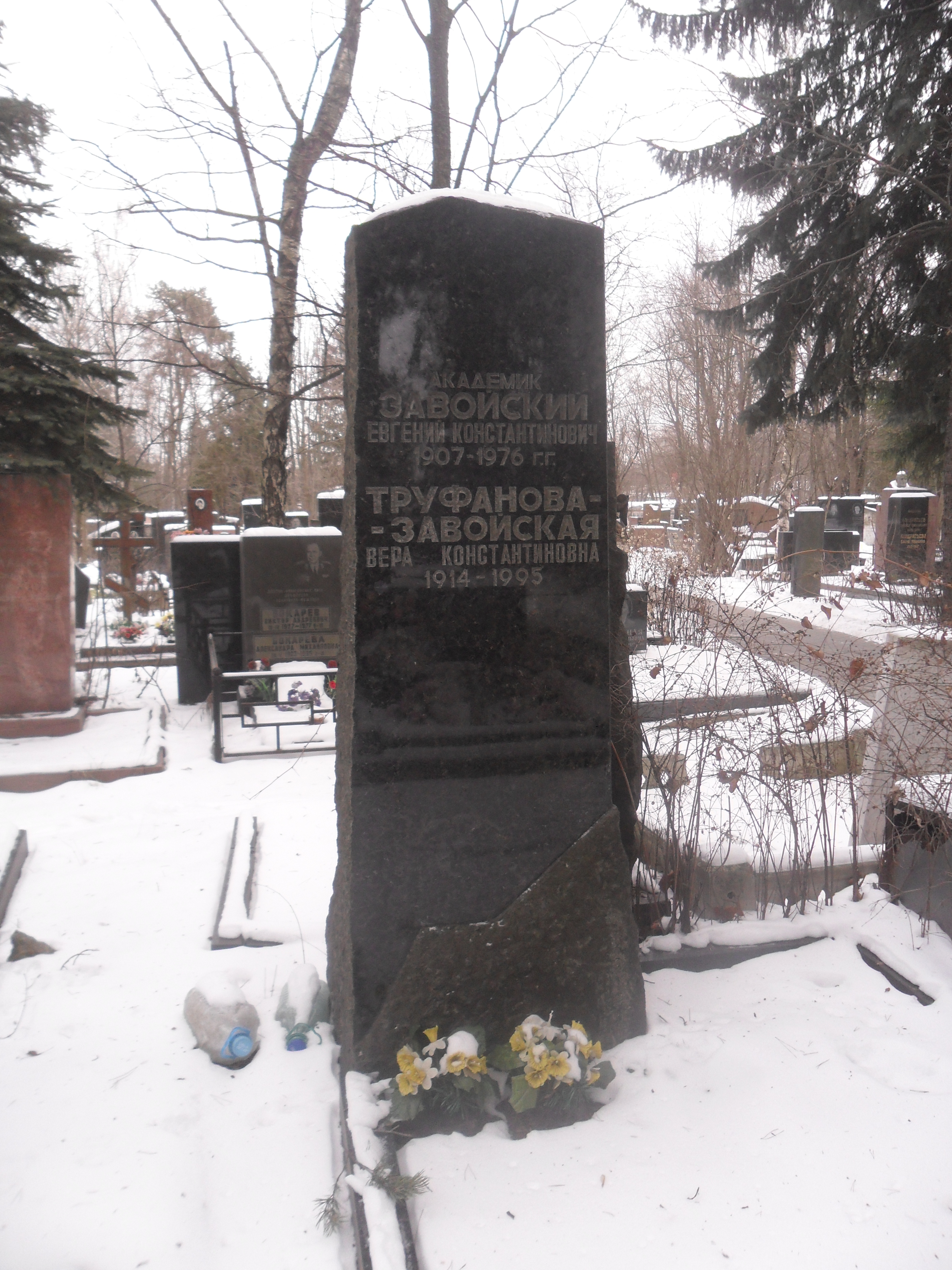
Могила Є. Завойського на Кунцевському кладовищі Москви.

Справу, розпочату Євгеном Завойским, продовжили його соратники, члени-кореспонденти АН СРСР С. О. Альтшулер (Казанський державний університет) і Б. М. Козирєв (Казанський фізико-технічний інститут). Відкриття електронного парамагнітного резонансу призвело до визначних успіхів у фізиці магнітних явищ, фізики твердого тіла, фізики рідин, неорганічної хімії, мінералогії, біології, медицині та інших науках. На основі явища резонансного поглинання МВЧ-випромінювання створений, наприклад, квантовий парамагнітний підсилювач, що використовується для здійснення далекого космічного зв'язку.

## Смерть
Євген Завойський помер 9 жовтня 1976 року. Похований в Москві на Кунцевському кладовищі.

## Пам'ять
У Казані є вулиця академіка Завойського.
З 1984 року Казанський фізико-технічний інститут Казанського наукового центру РАН носить ім'я Євгена Завойського.
У 2004 році на площі перед фізичним корпусом будівлі КДУ в рамках святкування 200-річчя Казанського державного університету споруджено бронзовий бюст Є. К. Завойського.

## Нагороди та звання
- Герой Соціалістичної Праці (1969)
- Сталінська премія третього ступеня (29.10.1949) — за розробку електромагнітних методів реєстрації швидкоплинних процесів по дослідженню центральної частини заряду атомної бомби
- Ленінська премія (1957) — за відкриття і вивчення парамагнітного резонансу
- три ордена Леніна (29.10.1949; 1954; 1969)
- орден Трудового Червоного Прапора (1975)
- премія Міжнародного товариства магнітного резонансу (1977 — посмертно).